# Torneo WTA de Nueva York
El Torneo WTA de Nueva York (oficialmente NYJTL Bronx Open) es un torneo de tenis profesional femenino, celebrado en Nueva York, Estados Unidos. Este es un evento de nivel WTA 250 y se juega al aire libre en canchas de superficie dura. El torneo es un reemplazo del torneo de Coupe Banque Nationale.

## Resultados

### Individual
| Año  | Campeona      | Finalista     | Resultado     |
| ---- | ------------- | ------------- | ------------- |
| 2019 | Magda Linette | Camila Giorgi | 5-7, 7-5, 6-4 |

### Dobles
| Año  | Campeonas                        | Finalistas                           | Resultado        |
| ---- | -------------------------------- | ------------------------------------ | ---------------- |
| 2019 | Darija Jurak María José Martínez | Margarita Gasparyan Monica Niculescu | 7-5, 2-6, [10-7] |